# Georg Baring

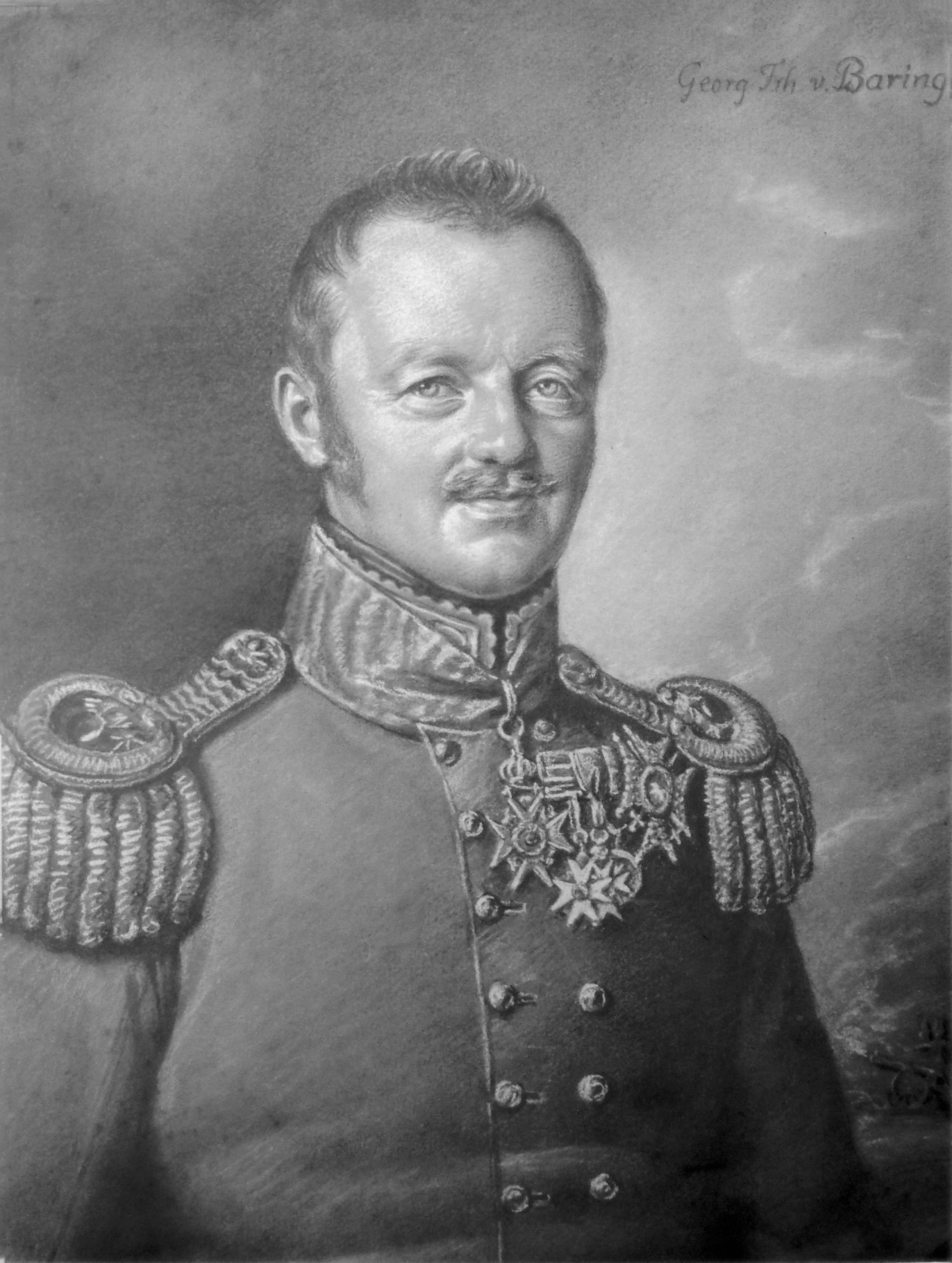
Oberst Georg Freiherr von Baring

Konrad Ludwig Georg Baring (* 8. März 1773 in Hannover; † 27. Februar 1848 in Wiesbaden), nach einigen Quellen auch Baron Georg(e) von Baring bzw. Georg Freiherr von Baring, war ein Offizier im Dienst hannoverscher Armeen.

## Leben
Baring entstammte dem niedersächsischen Zweig der Familie Baring. Er begann seine militärische Laufbahn mit dem Eintritt in die hannoversche Armee im Jahre 1787. Im November 1803 (Datierung der Kommission vom 17. November) trat er als Major (vorläufiger Dienstgrad) in die King's Germans ein, die ab dem 19. Dezember 1803 als die King’s German Legion bezeichnet wurde. Damit war er eines der ersten Mitglieder dieser Truppe. Er nahm an den Feldzügen nach Hannover (1805), in die Ostsee (1807–1808), auf die Pyrenäenhalbinsel (1808–1813), an die Schelde (1809), Südfrankreich (1813–1814) und in die Niederlande (1814) teil. Am 16. Mai 1811 wurde er in der Schlacht von Albuera leicht verwundet. Am 18. Januar 1815 wurde er zum Lieutenant Colonel befördert.

### Waterloo

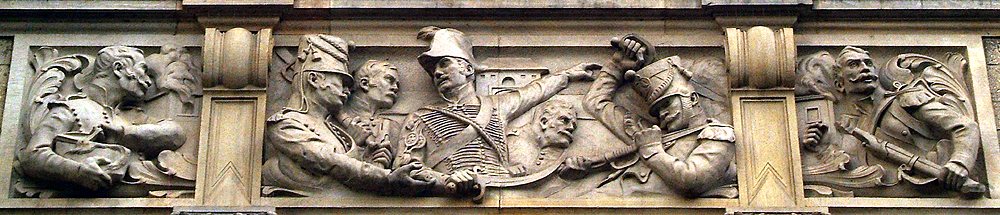
Major Baring bei der Verteidigung von La Haye Sainte während der Schlacht von Waterloo; Relief von Werner Hantelmann am Neuen Rathaus in Hannover

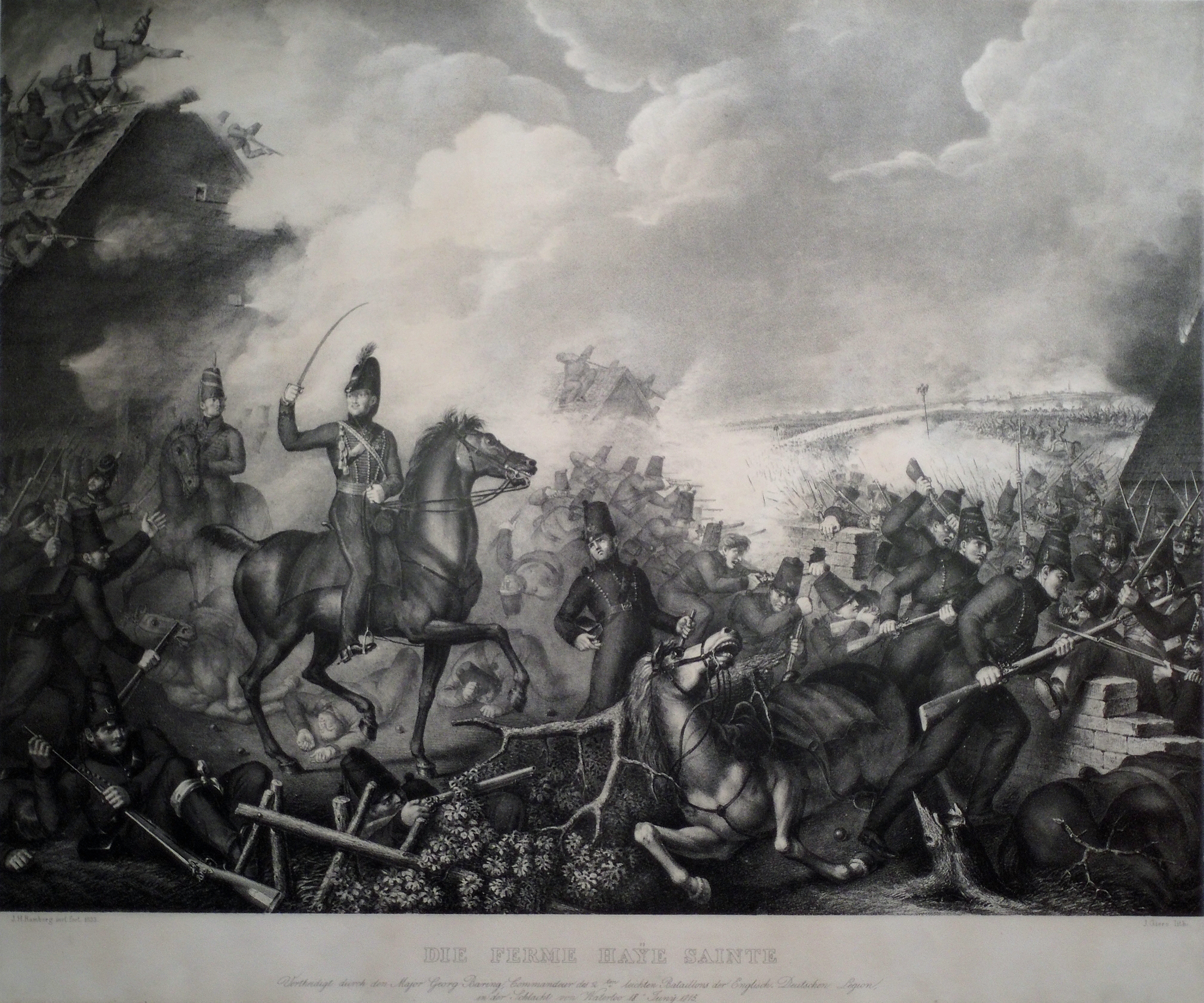
Verteidigung der Ferme Haye Sainte durch Major Georg Baring (Lithografie von Julius Giere nach Johann Heinrich Ramberg)

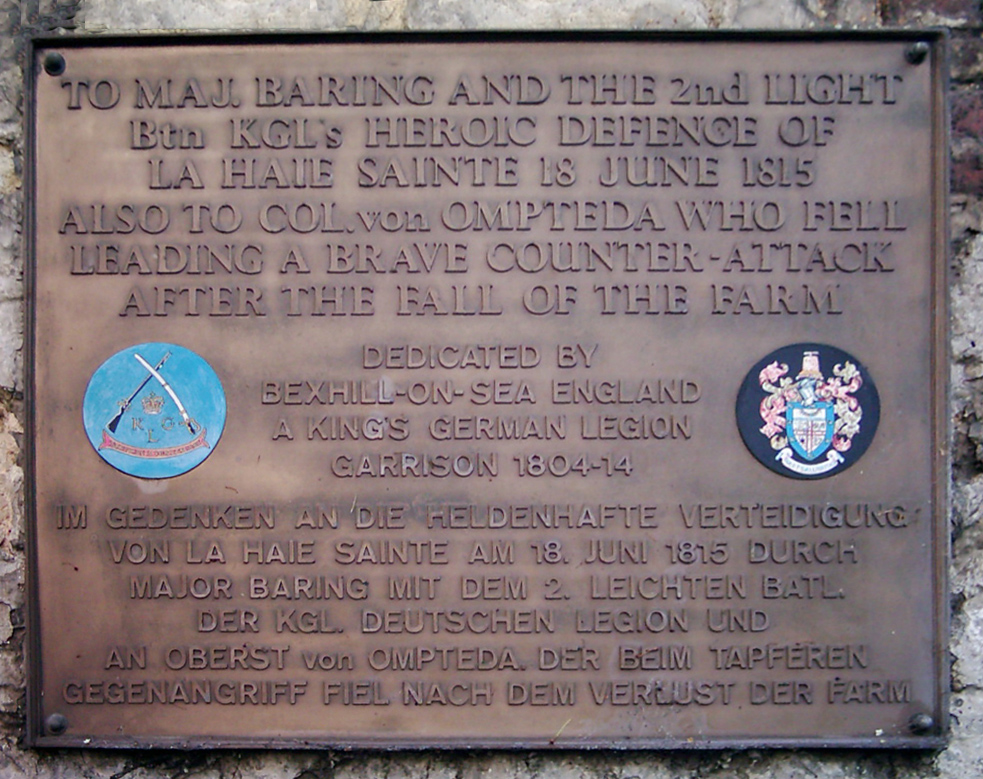
Gedenktafel für die King’s German Legion mit den Namen von von Ompteda und Baring

Bekannt wurde Georg Baring als Kommandeur des 2. Leichten Bataillons, das den Hof La Haye Sainte in der Schlacht von Waterloo am 18. Juni 1815 verteidigte. Er glaubte die Schlacht schon verloren, als seine Leute ihm plötzlich das „Viktoria“ zuriefen. Über die Ereignisse des Tages schrieb er einen ausführlichen Bericht, der mit folgenden Zeilen endet:
Die Division, welche schrecklich ermüdet war und unendlich gelitten hatte, blieb die Nacht über auf dem Schlachtfelde liegen, und mir waren von den 400 Mann, womit ich die Schlacht eröffnet hatte, nicht mehr als 42 übrig geblieben. Nach wem ich auch fragen mochte, die Antwort lautete: todt! – verwundet! – Ich gestehe frei, daß mir die Thränen unwillkürlich aus den Augen drangen über diese Nachrichten, und auch über so manches herbe Gefühl, was sich meiner willenlos bemächtigte. Aus diesen trüben Gedanken erweckte mich der Generalquartiermeister unserer Division, Major Shaw, welcher mein vertrauter Freund war. Ich fühlte mich in hohem Grade ermattet und das Bein war sehr schmerzhaft; mit meinem Freunde legte ich mich auf etwas Stroh, welches die Leute für uns zusammengesucht hatten, zum Schlafen nieder. Beim Erwachen fanden wir uns zwischen einem todten Menschen und einem todten Pferde. Doch ich will diese Scenen des Schlachtfeldes mit ihrem Elend und Jammer mit Stillschweigen übergehen.
Wir begruben die todten werten Freunde und Kameraden; unter ihnen war auch der Kommandeur der Brigade, Oberst von Ompteda, und so mancher wackere Mann. Nachdem etwas gekocht war und die Leute sich nur einigermaßen erholt hatten, brachen wir von dem Schlachtfelde zur Verfolgung des Feindes auf.
Bei Aufstellung der Hannoverschen Armee wurde er in der Rangliste als Oberst-Lieutenant mit dem Datum der Schlacht übernommen.

### Nach Waterloo

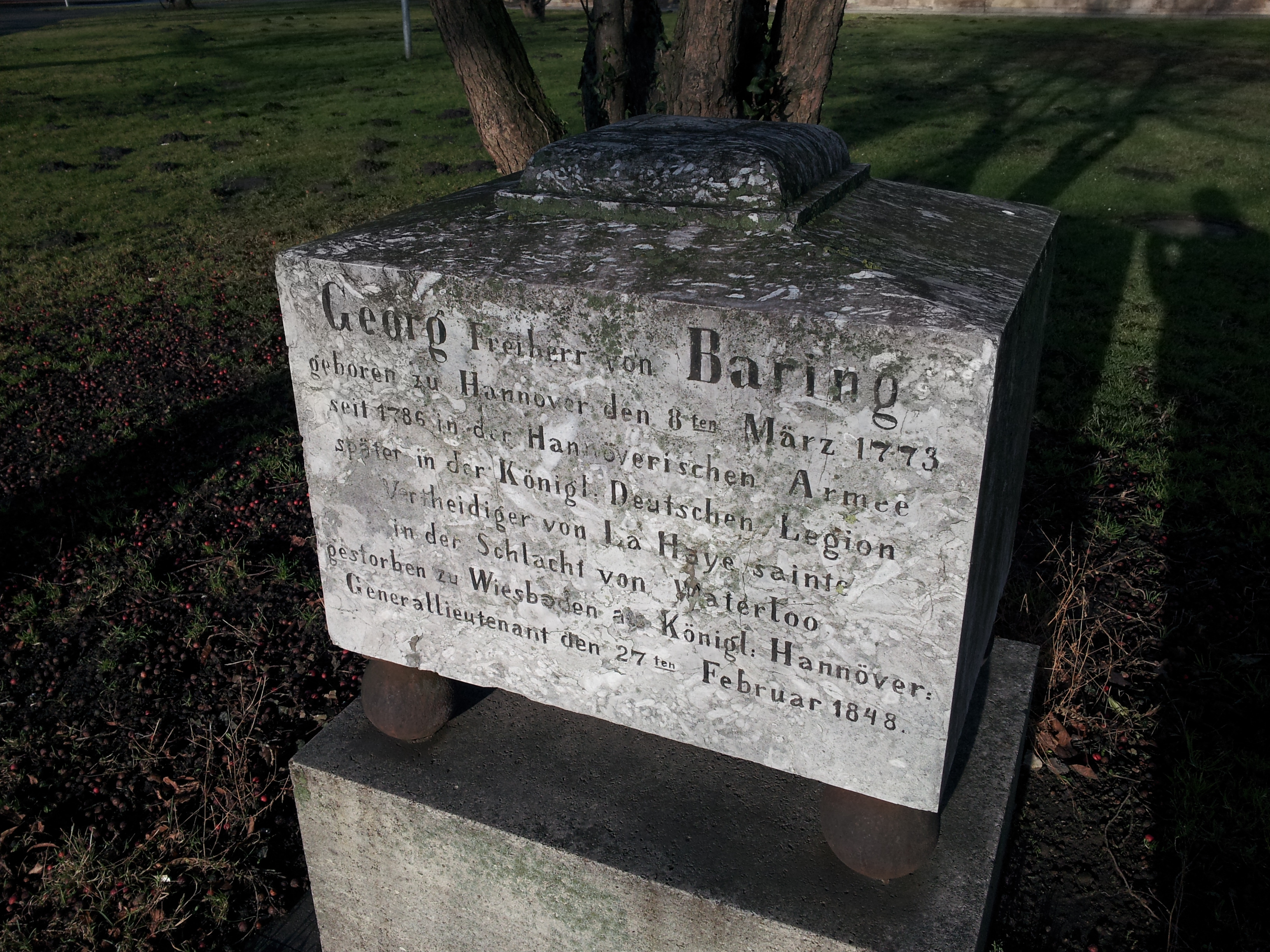
Gedenkstein vor dem Hauptstaatsarchiv Hannover

Nach der Auflösung der King’s German Legion trat Georg Baring in die neu gegründete Armee des Königreiches Hannover ein. Hier wurde er zum Obersten im Garde-Grenadier-Regiment befördert (26. Dezember 1828) und ab 1830 als Flügeladjutant im Generalstab eingesetzt. 1831 wurde seine Erzählung der Teilnahme des 2. Leichten Bataillons der Kgl. Deutschen Legion an der Schlacht von Waterloo im hannoverschen militärischen Journal veröffentlicht. Zu dieser Zeit war Georg Baring Brigade-Kommandeur. Am 18. Juni 1832, dem 17. Jahrestag der Schlacht von Waterloo, wurde er in den Freiherrenstand erhoben und zum hannoverschen Stadtkommandanten ernannt. Im Jahre 1834 wurde er Generalmajor, 1846 Generalleutnant. Baring starb am 27. Februar 1848 während eines Kuraufenthaltes in Wiesbaden. Dort wurde er auf dem Alten Friedhof beerdigt. Als dieser Friedhof 1973 zu einem Erholungspark umgestaltet wurde, blieb Barings Grabstein erhalten und erhielt einen neuen Standort in Barings Heimatstadt Hannover. Er steht jetzt dort vor dem Hauptstaatsarchiv unweit des heutigen Landtages und ehemaligen Königsschlosses.
Eine Straße in der Innenstadt Hannovers wurde nach ihm benannt.

## Auszeichnungen und Wappen
- Königreich Großbritannien:

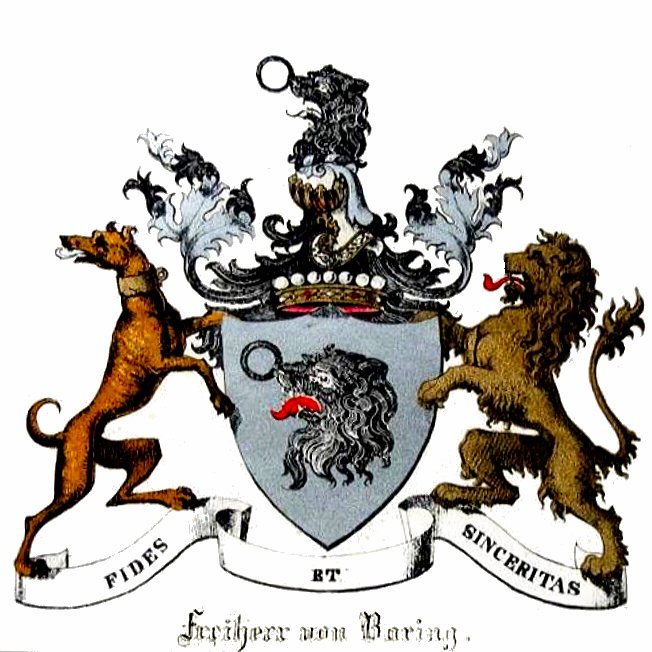
Wappen des Freiherren von Baring im Geschlechts- und Wappenbuch des Königreichs Hannover und des Herzogthums Braunschweig, 1852

  - CB – Companion of the Order of the Bath
  - Waterloo-Medaille
- Königreich Hannover:
  - Kommandeur des Guelphen-Ordens 1815
  - Großkreuz des Guelphen-Ordens 1840
  - Wilhelms-Kreuz
- Königreich der Niederlande:
  - Militär-Wilhelms-Orden III. Klasse

Am 15. Juni 1832 wurde Baring, für sich und seine eheliche Nachkommenschaft, von König Wilhelm IV. von Hannover in den Freiherrnstand erhoben. Das dabei verliehene redende Wappen zeigt im silbernen Schild den schwarzen Kopf eines Bären, Ring in selber Farbe durch die Nase. Auf dem Schild eine Freiherrenkrone, darüber auf dem schwarz-silbern bewulsteten Helm mit schwarz-silbernen Decken der gleiche Bärenkopf. Als Schildhalter rechts ein brauner Windhund mit goldenem Halsband, links ein goldener Löwe. Wahlspruch: „Fides et Sinceritas“. Nach dem Tod des Freiherrn 1848 gab es jedoch keinen Stammhalter, womit der hannoversche freiherrliche Titel von Baring 1872 mit dem Tod seiner Witwe erlosch.

## Familie
Er war mit Julie von Horn († 1872) verheiratet.